# 武装警察第120師団
武装警察第120師団（武警第120师）は、中国人民武装警察部隊の師団の1つ。

## 歴史
東北野戦軍第3縦隊第9師を前身とする。
- 1948年11月 - 第40軍第120師に改称。師長鄭大林、政治委員李改
- 1950年代 - 朝鮮戦争に参加
- 1996年10月 - 武警第120師に改編

## 編制
- 第358連隊（8621部隊） - 遼寧省朝陽
- 第359連隊（8622部隊） - 遼寧省興城
- 第360連隊（8623部隊） - 遼寧省興城
- 第701連隊（8624部隊） - 遼寧省葫芦島